# Atlantic Rim
Atlantic Rim (Alternativtitel: Attack from the Atlantic Rim oder Attack from Beneath) ist ein US-amerikanischer Science-Fiction-Actionfilm aus dem Jahr 2013. Regie führte Jared Cohn, produziert wurde der Film von David Michael Latt für The Asylum.

## Handlung
Im Atlantischen Ozean wird eine Bohrinsel von einem riesigen echsenartigen Monster angegriffen und versenkt. Das Militär startet daraufhin eine Suchmission nach Überlebenden. Die Leitung der Operation hat Admiral Hadley. An der Mission beteiligt ist auch die NASA unter der Leitung von Dr. Margaret Adams. Die Behörde setzt zur Suche ihr streng geheimes Armada-Programm ein: riesige, von Menschen gesteuerte Roboter für Einsätze unter und über Wasser. Die Maschinen werden jeweils von den Piloten Red, Tracey und Jim gesteuert. An der Stelle der Bohrinsel tauchen die Roboter bis auf den Meeresgrund in 1,5 Kilometern Tiefe, wo sie auf das Ungeheuer stoßen. Die Kreatur flieht vor ihnen, und entgegen dem ausdrücklichen Befehl des Admirals nimmt Red die Verfolgung in Richtung Küste auf. Am Strand einer Küstenstadt verlässt Red den Ozean und enttarnt somit das Geheimnis der streng geheimen Roboter. Er wird von der riesigen Echse angegriffen, es kommt zum Kampf, wobei in der Stadt große Schäden verursacht werden. Mit Hilfe des Kampfpiloten Spitfire, der die Echse mit Raketen angreift, gelingt es Red, das Monster zu töten. Trotzdem wird er kurz darauf durch die Militärpolizei wegen Befehlsverweigerung festgenommen.
Unterdessen erfährt Admiral Hadley, dass bei einer streng geheimen Sonar-Mission zwei Eier dieser unbekannten Spezies entdeckt wurden. Aus einem der beiden schlüpfte die gerade getötete Kreatur, aber auch die zweite Riesenechse ist inzwischen geschlüpft und greift eine Flotte der US Navy vor der Ostküste der Vereinigten Staaten an. Es gelingt Jim und Tracey, Red zu befreien und die Roboter erneut gegen das Ungeheuer kämpfen zu lassen. Der Militär Geise bedrängt den Präsidenten der Vereinigten Staaten, einen Atomangriff zu autorisieren, um das Monster zu vernichten, diesen kann Admiral Hadley jedoch verhindern. Es gelingt den Robotern, mit Luftunterstützung durch B-2-Tarnkappenbomber die Riesenechse zu besiegen.
Kurz darauf wird bekannt, dass noch ein drittes Exemplar der Monsterechsen aufgetaucht ist, welches auf New York zusteuert. Red, Tracey und Jim erhalten ein bisher ungeprüftes Update auf ihre Kampfroboter. Dazu werden sie mittels Stirnbändern über ihr Nervensystem direkt mit den Maschinen verbunden, was eine deutlich bessere Steuerbarkeit bringt, jedoch erleiden die Piloten nun auch körperlichen Schmerz, wenn die Roboter beschädigt werden. Es kommt zum Kampf gegen die noch deutlich größere Kreatur mitten in New York. Geise veranlasst inzwischen, einen nuklearen Sprengkopf von einem U-Boot mit Kurs auf die Stadt starten zu lassen. Lieutenant Wexler schafft es, Geise zu überwinden; Red gelingt es derweil, die Atomrakete abzufangen und gemeinsam mit der Riesenechse ins Weltall zu befördern, wo das Ungeheuer durch die nukleare Explosion getötet wird.

## Hintergrund
Der Film ist ein sogenannter Mockbuster zum ebenfalls 2013 erschienenen Film Pacific Rim von Regisseur Guillermo del Toro. Atlantic Rim startete in den Vereinigten Staaten am 9. Juli 2013, drei Tage vor der US-Premiere von Pacific Rim. In Deutschland wurde er am 1. August 2013 veröffentlicht.
Der Kampfjetpilot Spitfire, der die erste Monsterechse mit einer Rakete tötet, wird von Regisseur Jared Cohn gespielt.

## Rezeption
Die Cinema-Redaktion bewertet Atlantic Rim mit einem Daumen nach unten und schrieb: „Nach einer Dreiviertelstunde ist das Viech besiegt, aber leider geht das hohle Desaster weiter, weil das Tier Eier gelegt hat.“ Das Fazit: „Der öde Müll gehört in den ‚Atlantik rin‘“ Die Seite kino.de befindet den Film als „gutmütige[s] Trashspektakel von The Asylum“ und urteilt: „Vorhersehbar und cheesy, aber auch effektvoll und unterhaltsam.“ Moviejones.de bescheinigt Atlantic Rim große Ähnlichkeiten zu seinem Vorbild Pacific Rim, „nur eben ohne Budget, ohne richtige Schauspieler und ohne tolle Effekte.“

## Fortsetzung
Wie das filmische Vorbild wurde auch dieser Film fortgesetzt. 2018 wurde Attack from the Atlantic Rim 2 – Metal vs. Monster (Atlantic Rim: Resurrection) veröffentlicht.